# Sunset Overdrive
Sunset Overdrive è un videogioco sviluppato da Insomniac Games e pubblicato da Microsoft Studios per Xbox One nel 2014 e arrivato su Microsoft Windows nel 2018. Si tratta di un gioco d'azione free roaming con un mondo vivo che cambia con gli utenti ambientato in un futuro prossimo.

## Annuncio e presentazione
Il gioco è stato presentato per la prima volta durante la conferenza Microsoft dell'E3 2013 con un video filmato che mostra un personaggio che corre per una città vasta e dettagliatissima, sparando ad alcuni mostri che lo circondano.

## Modalità di gioco
Una recente catastrofe nella città in cui vive il personaggio che si impersonerà, causata da un energy drink contaminato, ha trasformato la maggior parte degli abitanti in mutanti e il giocatore deve capire come affrontarli.
Il gioco si concentra sul combattimento agile e veloce, che include la possibilità di correre sui muri, l'utilizzo di teleferiche e mosse acrobatiche.